# الجربا
الجربا (به عربی: الجربا) یک روستا در سوریه است که در استان ریف دمشق واقع شده‌است.
 الجربا  ۲٬۱۷۲ نفر جمعیت دارد.